# خانه درویش بوذرجمهری
خانه درویش بوذر جمهری مربوط به دوره صفوی است و در دهدشت، شمال بازار تاریخی بافت واقع شده و این اثر در تاریخ ۱۲ بهمن ۱۳۸۱ با شمارهٔ ثبت ۷۴۷۰ به‌عنوان یکی از آثار ملی ایران به ثبت رسیده است.